# Peter Karlsson (ishockeyspelare)
Lars Peter Karlsson, född 17 februari 1966 i Västerås Lundby församling, Västmanland,  död 11 mars 1995 i Västerås, var en svensk ishockeyspelare. Han knivhöggs till döds. Motivet för mordet tros ha varit kopplat till hans homosexuella läggning. 19-åringen som begick mordet antogs ha kopplingar till nynazistiska rörelser och dömdes till åtta års fängelse för mordet. Peter Karlsson spelade då för Västerås IK, som vid tillfället spelade SM-kvartsfinalserie mot Malmö IF.